# Sport Club Suzzara 1945-1946
Questa voce raccoglie le informazioni riguardanti lo Sport Club Suzzara nelle competizioni ufficiali della stagione 1945-1946.

## Rosa
| N. |                   | Ruolo | Calciatore       |
| -- | ----------------- | ----- | ---------------- |
|    | Italia (bandiera) | A     | Roberto Beghi    |
|    | Italia (bandiera) | D     | Eraldo Borrini   |
|    | Italia (bandiera) | P     | Renato Catuzzi   |
|    | Italia (bandiera) | D     | Aldo Checchetti  |
|    | Italia (bandiera) | A     | Gino Corradini   |
|    | Italia (bandiera) | D     | Aldo Grandi      |
|    | Italia (bandiera) | A     | Walter Mantovani |

| N. |                   | Ruolo | Calciatore         |
| -- | ----------------- | ----- | ------------------ |
|    | Italia (bandiera) | C     | Antenore Marmiroli |
|    | Italia (bandiera) | D     | Ugo Mora           |
|    | Italia (bandiera) | D     | Galliano Parigi    |
|    | Italia (bandiera) | A     | Romiti             |
|    | Italia (bandiera) | A     | Giuseppe Saccone   |
|    | Italia (bandiera) | C     | Toffanetti         |
|    | Italia (bandiera) | C     | Mario Zecchi       |